# Avibras
Avibras Indústria Aeroespacial es una empresa brasileña diversificada que diseña, desarrolla y fabrica productos y servicios de defensa. Su gama de productos abarca sistemas de defensa de artillería y aeronaves, cohetes y misiles, como sistemas de armas aire-tierra y tierra-superficie, incluidos los sistemas de cohetes de artillería; Sistemas aire-tierra de 70 mm y misiles guiados multiusos de fibra óptica. También fabrica vehículos blindados.
Avibras también fabrica transporte civil a través de una división llamada Tectran, equipos de telecomunicaciones, equipos industriales electrónicos (Powertronics), pintura automotriz y explosivos. También recién comenzó la industrialización de cohetes de sondeo suborbital VS-30.
Se basa en São José dos Campos, Brasil.

## Productos

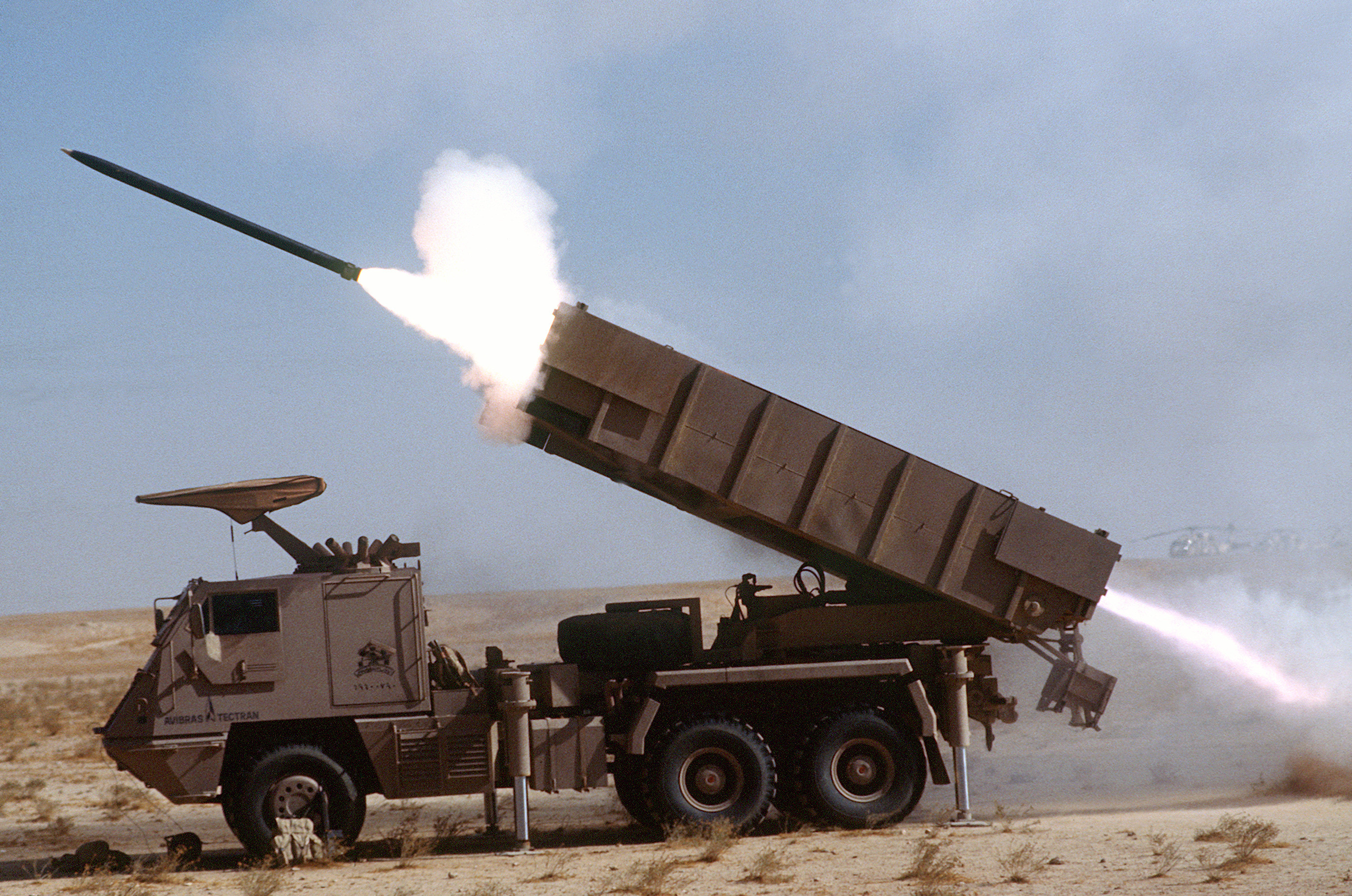
Sistema de lanzamiento de cohetes Astros II

- Astros II: Un lanzacohetes múltiple e importante producto de Avibras, utilizado en seis países. El Astros II fue decisivo para detener la ofensiva iraní durante la Guerra Irán-Irak (1980-1988) y fue utilizado por Arabia Saudita contra las fuerzas iraquíes durante la Operación Tormenta del Desierto (1991).[2][3][4]
- Astros 2020: Nueva versión mejorada del lanzacohetes múltiple Astros II, capaz de lanzar misiles de crucero AV TM-300.
- MANSUP: El desarrollo en conjunto con SIATT y la Armada de Brasil. Es un misil antibuque con un alcance de unos 180 km. Desarrollado para ser compatible con los lanzadores, consolas y infraestructura de lanzamiento de misiles MBDA MM40 Exocet Bloque III en uso por la Marina, otro requisito es el uso de componentes “ITAR Free”, libres de embargos.[5]
- AV-TM 300: Un misil de crucero guiado por láser y/o GPS, su alcance es de hasta 300 km, lanzables desde la plataforma ASTROS y desde aviones de combate (MICLA).
- AV-SS-150: misil guiado por GPS, su alcance es de hasta 150 km.
- SS-AV-40: un misil guiado por GPS, su alcance es de hasta 40 km.
- SKYFIRE: basado en su experiencia con el SBAT 70 (Sistema Brasileño Aire-Tierra) AVIBRAS desarrolló y comenzó a producir y exportar a sus clientes el sistema de cohetes de 70 mm más avanzado, el SKYFIRE, un sistema de cohetes aire-tierra de alto rendimiento para empleo aviones de combate o helicóptero.
- AV VBL 4x4: Es un transporte blindado de personal brasileño, utilizado por Ejército de Malasia.
- TUPI: vehículo blindado 4x4 basado en el Renault Sherpa ofrecido en la concurrencia del Ejército de Brasil.[6]
- Guará 4WS: vehículo de transporte blindado de personal para uso militar y policial.[7]
- VANT Falcão: vehículo aéreo no tripulado (UAV) para misiones de reconocimiento, adquisición de objetivos, apoyo para la dirección de disparo, evaluación de daños y vigilancia terrestre y marítima.[8]
- AV-SS 12/36: lanzacohetes múltiple ligero. Puede disparar cohetes con un peso de hasta 6 kg y un alcance de hasta 12 km.

- Astros Hawk: diseñado para dar soporte a fuerzas ligeras mediante el uso de vehículos lanzadores de alta movilidad y una variedad de municiones. La munición es compatible con el sistema ASTROS II. El sistema puede generar un gran volumen de fuego en un período de tiempo muy corto, a distancias de hasta 12 km.
- EDT-FILA: Equipos de control de fuego de defensa antiaérea, para detectar aviones y misiles a baja altitud, dirigiendo el fuego de cañones y misiles antiaéreos.
- FOG-MPM: En la etapa de prueba, la nueva generación FOG-MPM (misil multiusos guiado por fibra óptica), utiliza fibra óptica para permitir al operador, sin una línea de visión hacia el enemigo, guiar el misil hacia la adquisición y destrucción del objetivo. El uso de fibra óptica como guía también hace que el misil sea inmune al ECM enemigo (Contramedidas electrónicas). Con el alcance actual de hasta 20 kilómetros y la posibilidad de ampliarlo a más de 100 kilómetros, el FOG-MPM también puede utilizarse como munición adicional para el sistema ASTROS II. Hoy su empleo es contra tanques, helicópteros y fortificaciones.
- A-Darter: misil aire-aire infrarrojo de corto alcance de quinta generación, desarrollo conjunto con Denel.

## Espacio
La empresa suministra vehículos y motores de cohetes para la Agencia Espacial Brasileña, industrializando los vehículos de entrenamiento AV-FTI y AV-FTB y el cohete suborbital VSB-30. También fabrica los motores de propulsión sólida S-30, S-31 y S-50.

## Mercado civil
La línea civil provee productos y tecnologías para el sector industrial, en el sector químico, electrónico, pintura, sistema de tratamiento superficial de piezas metálicas, atendiendo a clientes como la industria automotriz.

## Galería

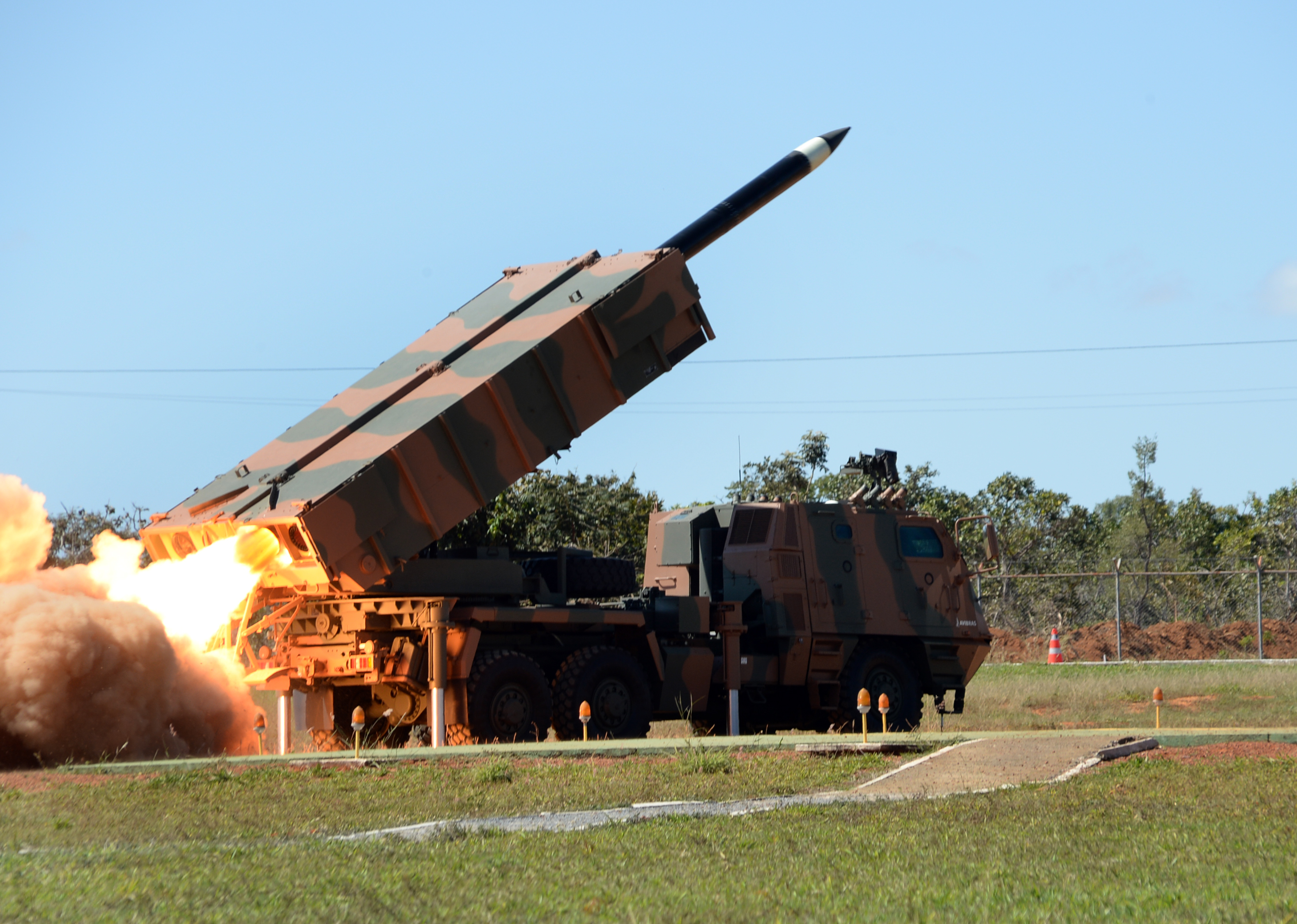
Sistema de artillería por cohetes, Astros II MK6
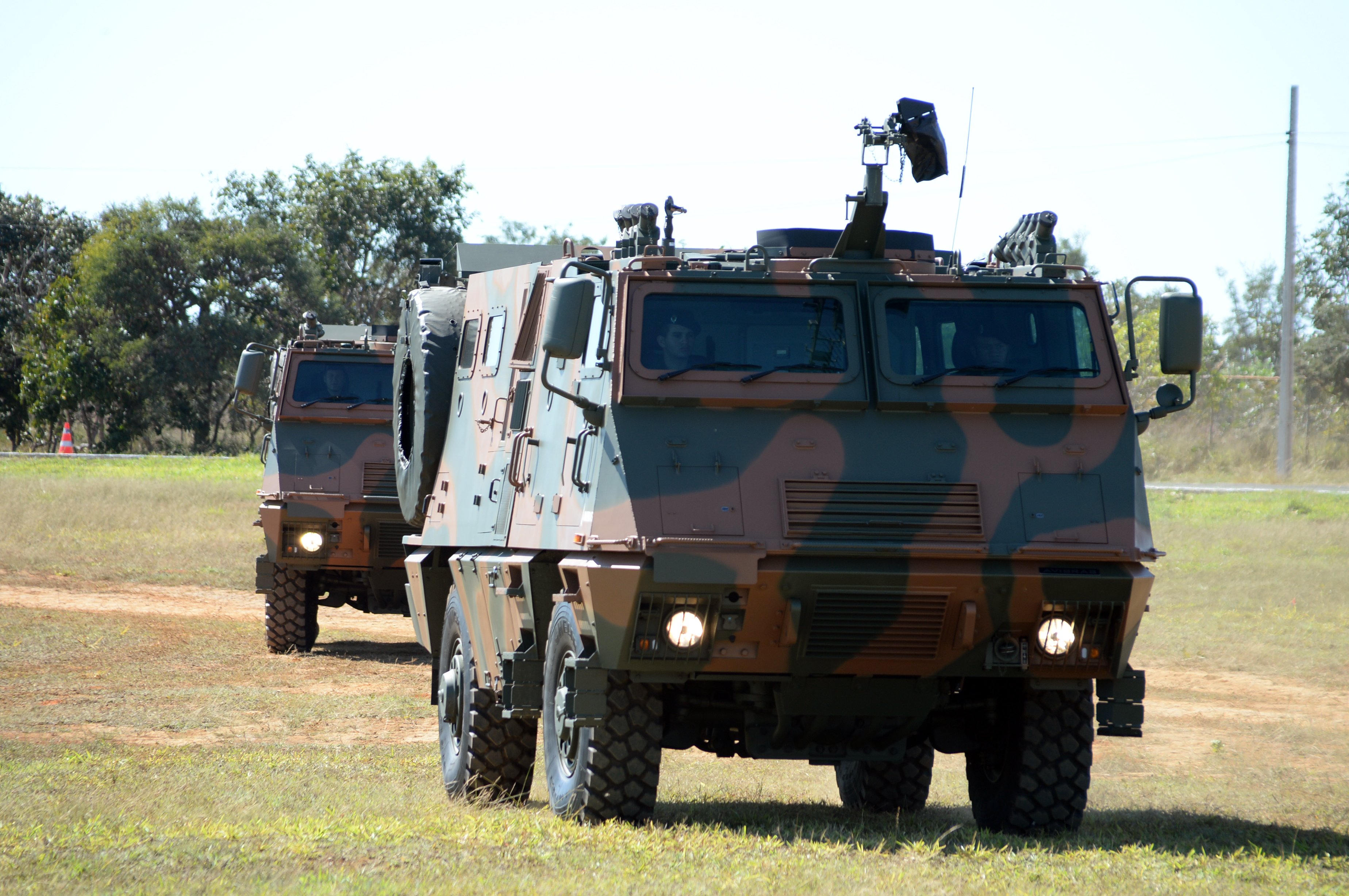
Transporte blindado de personal AV VBL 4×4
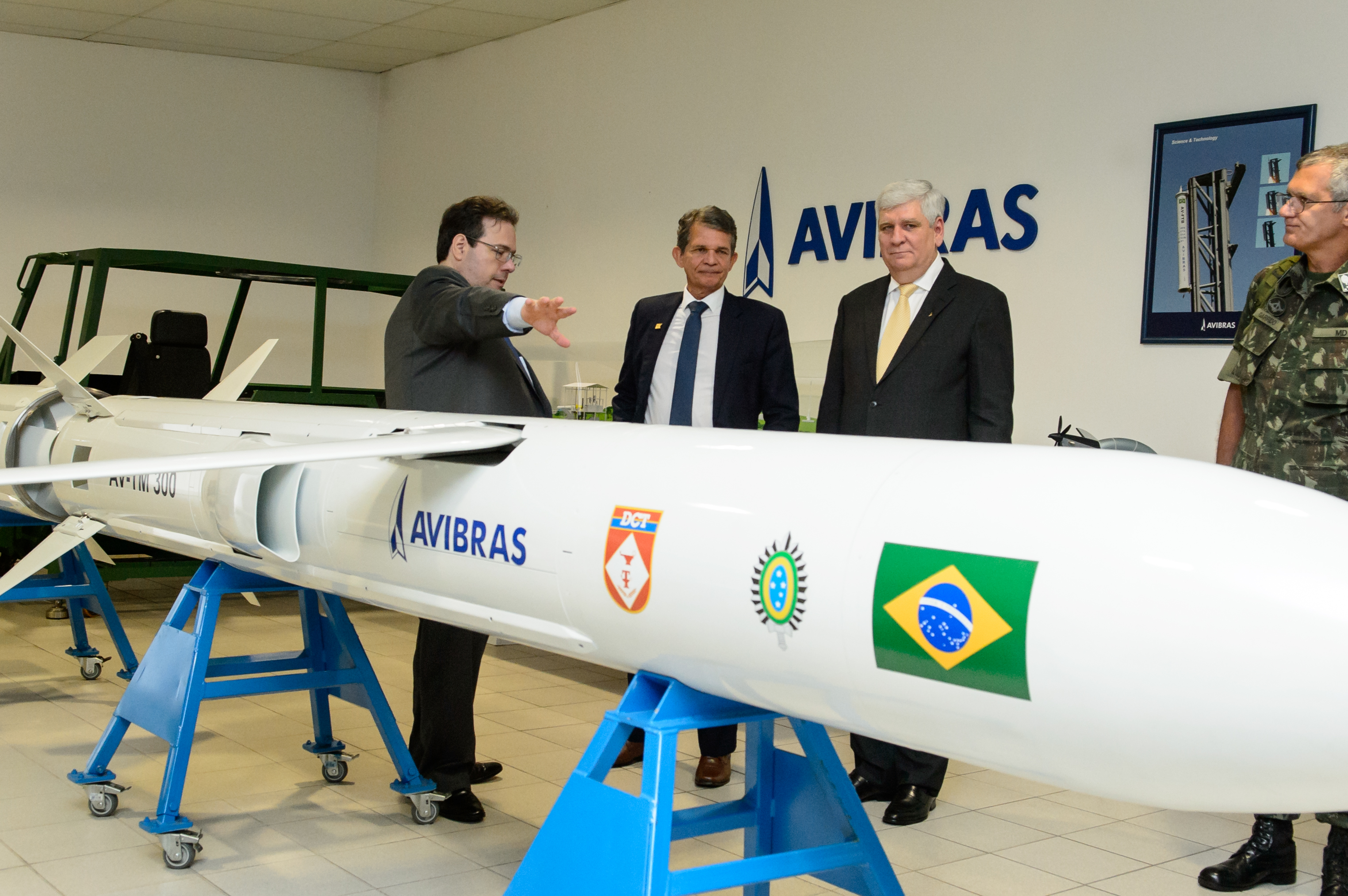
Misil de crucero AV-TM 300
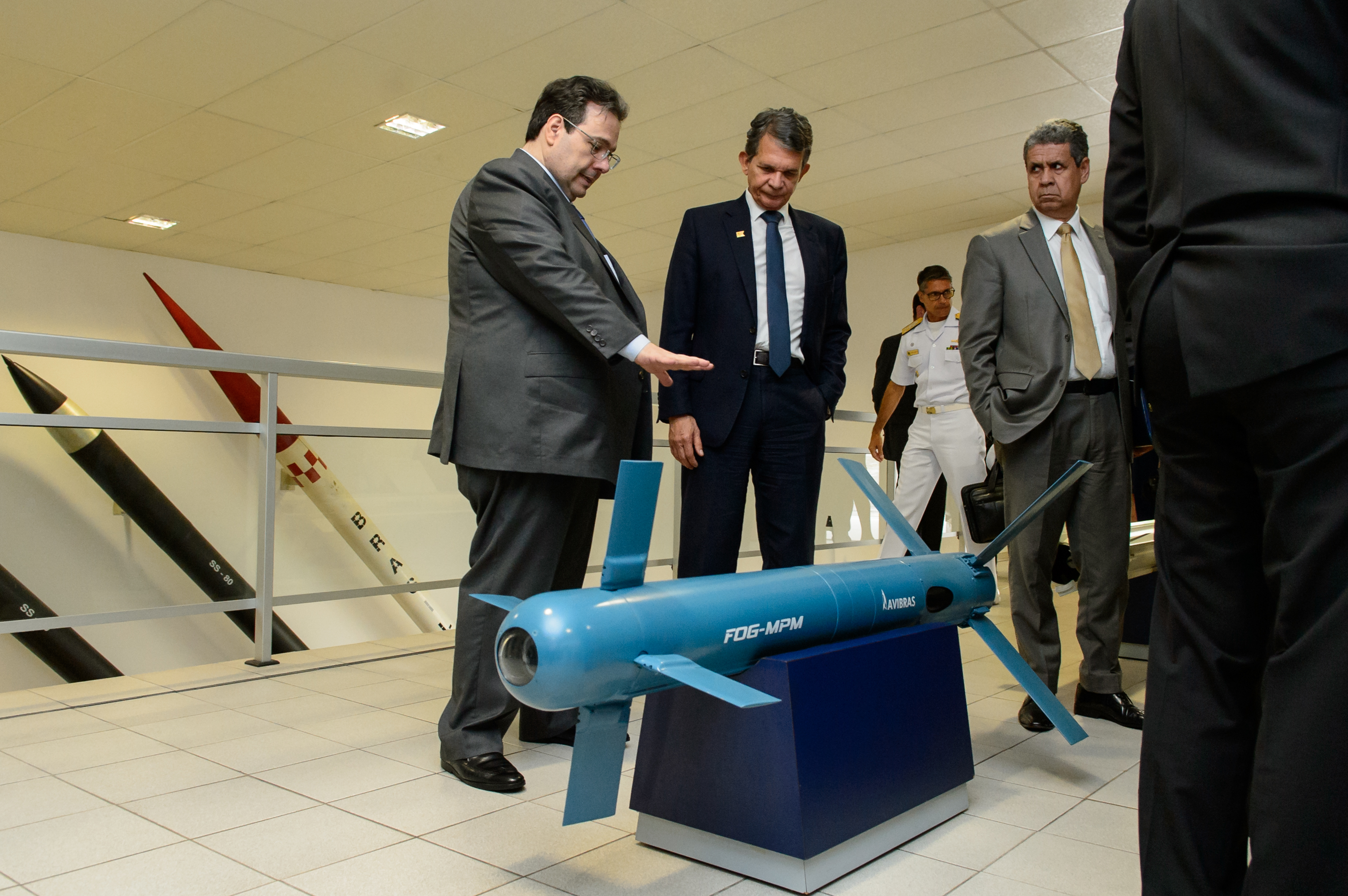
Misil antitanque y de multiples usos FOG-MPM
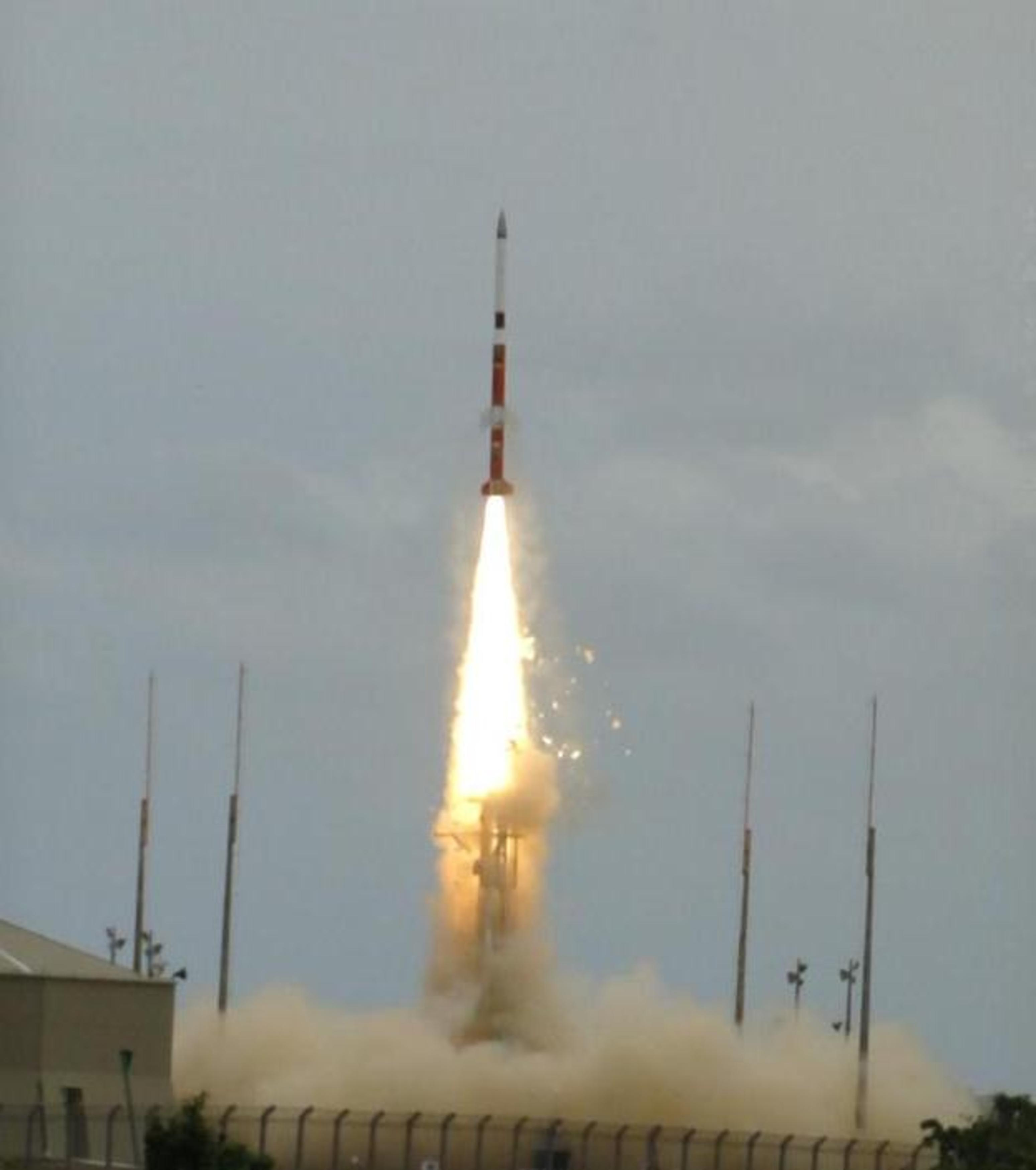
Lanzamiento de VSB-30 V07, Base de Alcântara